# نمودار خطی

نمودار خطی

نمودار خطی (انگلیسی: Line chart) دسته‌ای از نمودارها (یا گراف‌ها) هستند، که دو مقیاس اندازه‌گیری را شامل می‌شوند. در این نمودارها یکی از مقیاس‌ها در امتداد قائم و دیگری در امتداد افقی قرار می‌گیرد. این نوع نمودارها، دقیق‌ترین یا صحیح‌ترین نوع نمودارها را تشکیل می‌دهند. از این نظر در نشان دادن رابطه میان دو سری از اطلاعات، بسیار مفید می‌باشند. نمودارهای خطی، نحوه گسترش یا توسعه اطلاعات را در یک مدت زمان معین به‌خوبی نشان می‌دهند، گرچه هنگامی از این نمودارها استفاده می‌گردد که اطلاعات بسیار زیادی در دست باشد.